# Jelsk
Jelsk (biał. i ros. Е́льск, lit. Jelskas) – miasto na Białorusi w obwodzie homelskim. Centrum administracyjne rejonu jelskiego. 9,7 tys. mieszkańców (2010).
Prywatne miasto szlacheckie położone było w końcu XVIII wieku w powiecie mozyrskim województwa mińskiego.
Znajduje tu się stacja kolejowa Jelsk, położona na linii Żłobin - Mozyrz - Korosteń